# Rokometni klub Arcont Radgona
Rokometni klub Arcont Radgona je slovenski rokometni klub iz Gornje Radgone. Njegova domača dvorana je Športna dvorana Gornja Radgona. Člansko moštvo igra v  2. DRL, kar je tretja slovenska liga. 